# Повіт Менасі
Пові́т Мена́сі (яп. 目梨郡, めなしぐん, МФА: [menaɕi guɴ]) — повіт в Японії, в окрузі Немуро префектури Хоккайдо.